# (4223) Shikoku
(4223) Shikoku ist ein Hauptgürtelasteroid, der am 7. Mai 1988 von Tsutomu Seki am Geisei-Observatorium entdeckt wurde.
Der Asteroid wurde nach der japanischen Insel Shikoku benannt.